# Världsutställningen i Barcelona 1929

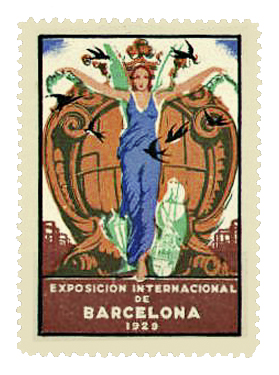
Frimärke

Världsutställningen i Barcelona 1929 (eller Expo 1929) (spanska: Exposición Internacional de Barcelona (1929)) hölls i Barcelona under perioden 20 maj 1929–15 januari 1930 i Barcelona i Katalonien i Spanien. Den hölls vid Montjuïc, kullen från vilken man ser hamnen, sydväst om centrum, och hölls på ett område bestående av 118 hektar. Utställningen kostade uppskattningsvis 130 miljoner spanska pesetas ($25 083 921 amerikanska dollar).